# Jeanne de Vietinghoff
 (janvier 2017).
Jeanne, baronne de Vietinghoff, née Jeanne Céline Emma Bricou le 31 décembre 1875 à Schaerbeek, commune de Bruxelles, et morte le 15 juin 1926 à Pully, près de Lausanne est une femme de lettres belge puis suisse, d'expression française. Elle est la mère du peintre Egon von Vietinghoff.

## Origines familiales
Jeanne de Vietinghoff, née Jeanne Bricou, est la fille d'Emma Storm de Grave et d'Alexis Bricou (1824-1877), négociant en produits de droguerie, en pigments et peintures, ainsi qu'en éponges et peaux de chamois. Le père de Jeanne était établi au Nouveau-Marché-aux-Grains, 9, à Bruxelles, puis à Schaerbeek, rue du Progrès déjà veuf en premières noces de Hermanna Koch (1825-1852) et en secondes noces de Gesina Cornelia van Duura (1834-1867).
Alexis Bricou n'avait pas dû effectuer son service militaire malgré le tirage d'un numéro défavorable. En effet, une infirmité physique au pied gauche le fit réformer.
Alors qualifié de commis négociant et domicilié à Ixelles, Alexis Bricou avait épousé en premières noces à Ixelles le 1er octobre 1850 Hermanna Koch. Celle-ci, d'origine hollandaise, était née à Weesp, près d'Amsterdam, le 29 mai 1825. Ses parents, Statius Frederik Koch et Helena Elisabeth Keiser étaient venus s'établir en Belgique et exploitaient à Saint-Josse-ten-Noode, au n° 70 de la chaussée de Louvain, une droguerie spécialisée dans les vernis, couleurs et peintures. C'est ainsi qu'Alexis Bricou ouvrit sa propre affaire de négoce en produits de droguerie au n° 9 du Nouveau-Marché-aux-Grains et que l'on retrouve son nom associé à celui de son épouse dans les almanachs de l'époque . Hermanna Koch, qui mourut à Saint-Josse-ten-Noode le 19 mai 1852, première épouse d'Alexis Bricou, avait une sœur, nommée Gesina Ellegonda Koch qui, après avoir épousé en premières noces à Ouder-Amstel Jan Gerrit Strobel,, fit à trente sept ans un second mariage prestigieux en épousant le 10 octobre 1861 à Oosterbeek, le Jonkheer Dirk Willem van Brienen van Ramerus, âgé de quarante huit ans, capitaine d'infanterie, fils de Gijsbert Carel Rutger Reinier van Brienen van Ramerus, général major, membre influent de l'armée des Pays-Bas, et de Gertrude Élisabeth de Graeff. Cette alliance en 1861 de sa belle-sœur mit en contact Alexis Bricou avec l'aristocratie néerlandaise dont fera partie sa dernière épouse.
Alexis Bricou épousera ensuite à Bruxelles en secondes noces le 13 septembre 1855 Gesina Cornelia van Duura, qui était également d'origine hollandaise, et née le 14 août 1834 à Rotterdam. Elle était la fille de Passchier van Duura et de Zwaantje van Riet. Passchier van Duura était l'un des pionniers néerlandais de la chimie industrielle , et avait créé avec van Someren une société de fabrication et de commercialisation de produits chimiques divers, notamment de soude, de potasse, etc., mais aussi et surtout des pigments pour peintures décoratives et pour papiers. Van Duura, après la dissolution de l'association faite avec Van Someren - celui-ci se retirant des affaires, ayant été nommé bourgmestre de Kralingen - , continua ses activités d'industriel avec van Eijsden, et ensuite fonda la firme Van Duura en Versteeven avec le commerçant rotterdamois Johannes Francois Versteeven. Cette entreprise était spécialisée également dans les laques et peintures. Van Duura se retira des affaires le 31 décembre 1856. Gesina Cornelia van Duura est morte, en son domicile du n° 121 de la rue du Progrès à Schaerbeek le 3 août 1867.
Alexis Bricou épousa en troisièmes noces à Saint-Josse-ten-Noode le 25 juin 1874 Emma Storm de Grave, née à Maastricht le 7 novembre 1840, la descendante d'une vieille famille de la noblesse franco-hollandaise, branche cadette de la famille française de Grave. Emma sera la mère de Jeanne Bricou. Les parents d'Emma ont résidé tous deux de longues années à Saint-Josse-ten-Noode, son père Corneille Marin Storm de Grave y est mort en 1871 et sa mère Celina van Beugen y résidait encore en 1874.

## Biographie
Jeanne Bricou fait ses études, dès l'âge de onze ans, en tant qu'externe dans l'école catholique de jeunes filles, le couvent des Dames du Sacré-Cœur à Jette-Saint-Pierre à Bruxelles. Elle y devient l'amie d'une autre écolière, Fernande de Cartier de Marchienne, qui sera la mère de Marguerite Cleenewerck de Crayencour, future femme de lettres et académicienne sous le nom de plume de Marguerite Yourcenar. Après la fin tragique de ses fiançailles avec un jeune comte suédois, Sten de Lewenhaupt, dont la santé mentale déclina très rapidement à cette époque , elle se tourne vers le mysticisme, puis épouse à La Haye le 17 avril 1902 un jeune baron germano-balte, issu de l'antique famille livonienne des Vietinghoff, Conrad von Vietinghoff. Ils sont tous les deux unis dans les mêmes vues spirituelles et opinions humaines et ont le même sens de l'art, de la religion et de l'éthique. Deux fils sont issus de ce mariage, Egon, futur peintre et philosophe, né à La Haye le 6 février 1903 et mort à Zurich 14 octobre 1994, puis Alexis, né à La Haye le 29 septembre 1904 et mort trop tôt le 8 décembre 1942 à trente-huit ans, alors qu'il résidait dans une institution pour personnes de faible santé mentale et où il s'exerçait au jardinage.
Le jeune ménage habite d'abord à Paris jusqu'en 1907, puis à Wiesbaden jusqu'en 1913. La famille s'installe ensuite à Genève, alors que la guerre éclate un an plus tard, ce qui atteint tout de même la Suisse, pays neutre, et ils déménagent définitivement à Zurich à partir de 1916. Elle obtient la nationalité suisse en 1922 alors que son mari, qui était sujet de l'Empire russe, se retrouve apatride après la révolution russe.

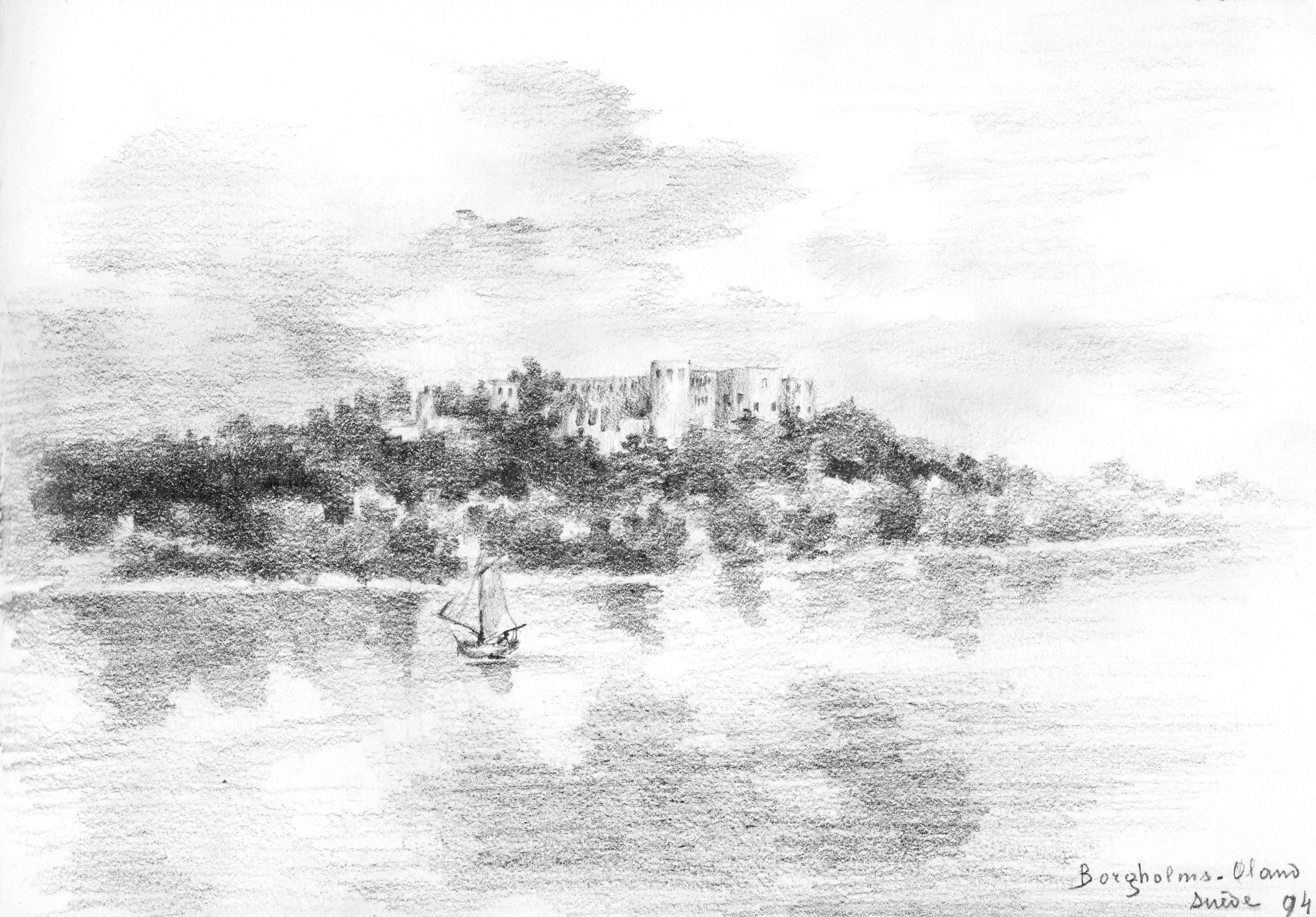
Jeanne Bricou-de Vietinghoff, le château de Borgholm, île d'Øland, Suède (dessin, 1894).

Jeanne von Vietinghoff ouvre sa maison et son salon à une société d'artistes et de personnalités préoccupées de questions spirituelles. Les Vietinghoff tissent des liens d'amitié avec Maurice Maeterlinck, Romain Rolland et Guy de Pourtalès ainsi qu'avec Pablo Casals ou Carl Schuricht. La baronne de Vietinghoff voyage en Hollande, dans les Pays baltes et en Allemagne et passe des villégiatures en Italie, en Autriche et en Suisse. Elle impressionne par sa personnalité, sa beauté, et son intelligence, tout en faisant preuve d'une grande intégrité morale et de hautes vues spirituelles, avec chaleur humaine. Elle laisse cinq ouvrages littéraires, ainsi que des dessins et des peintures à l'huile.
Elle meurt à l'âge de cinquante ans d'un cancer du foie.

## Jeanne, idole de Yourcenar
Après la mort en couches de Fernande de Crayencour, Jeanne prend le rôle de mère de substitution auprès de la petite Marguerite qui reconnaît plus tard dans ses écrits qu'elle avait le génie du cœur et qu'elle était belle, et s'en inspire pour plusieurs de ses romans, essais ou poèmes, ainsi dans La Nouvelle Eurydice, ou bien Monique de son premier roman publié en 1929 Alexis ou le Traité du vain combat. Elle l'évoque dans sa trilogie familiale Le Labyrinthe du monde, ainsi que dans Le Temps, ce grand sculpteur. Le ménage des Vietinghoff et leurs deux fils sont évoqués sous divers nom de famille dans plusieurs ouvrages et elle s'est inspirée de leurs récits à propos de la guerre civile russe et de la lutte des corps francs allemands en Lettonie (1919) dans Le Coup de grâce ou Alexis ou le Traité du vain combat et des récits ayant la Courlande pour décor. Elle interprète les faits librement, dans les coulisses de l'histoire, sans que ses personnages collent à la réalité de ceux dont elle s'est inspirée, mais la justesse psychologique et l'intensité dramatique permettent de cerner ce que furent les personnalités et caractères réels de ces hommes et de ces femmes, dont Jeanne de Vietinghoff, que Marguerite Yourcenar a rencontrés. Il est évident qu'elle a été fascinée par les récits des Vietinghoff et la personnalité de Jeanne, et qu'elle a pu projeter en Conrad sa propre attirance pour André Fraigneau.

## Son amitié avec Michel de Crayencour
Michel de Crayencour, veuf de Fernande et père de Marguerite Yourcenar, avait des liaisons féminines. C'était un homme brillant, érudit, dépensier et généreux qui plaisait aux femmes. Il savait que l'époux de Jeanne, Conrad von Vietinghoff, était plutôt attiré par les hommes et il était lui-même fasciné par Jeanne, mais il ne put obtenir qu'une amitié extrêmement proche, à cause des convictions profondes de Jeanne. Cependant Yourcenar laisse entendre que ce fut le grand amour de son père. Quelle est la part de la fantaisie et de la création littéraires et celle de la vérité ? C'est sans doute au lecteur de se forger sa propre opinion.

## Tableau d'ascendance de Jeanne de Vietinghoff
Ce tableau d'ascendance met en lumière le caractère international de sa famille et de ses ascendants puisqu'y sont mentionnées des ascendances belges, néerlandaises, françaises ...

### La femme de lettres
1) Jeanne baronne de Vietinghoff, née Jeanne Céline Emma Bricou le 31 décembre 1875 à Schaerbeek, et morte le 15 juin 1926 à Pully, femme de lettres, épouse de Conrad von Vietinghoff.

### Ses parents
2) Alexis (Petrus Josephus Alexius) Bricou, négociant en produits de drogueries, peintures, laques, pigments, et en éponges et peaux de chamois, cité comme commis négociant en 1850, employé à Saint-Josse-ten-Noode en 1851, négociant à Schaerbeek en 1867, rentier en 1874 et propriétaire en 1877, né à Bruxelles (à l'époque dans le royaume uni des Pays-Bas), le 19 septembre 1824, mort à Schaerbeek le 28 novembre 1877, en son domicile de la rue du Progrès n° 108, épousa à Saint-Josse-ten-Noode le 25 juin 1874,

3) Emma Isaure Antoinette Storm de Grave, née à Maastricht le 7 novembre 1840 et morte à Deventer le 13 mars 1933, à l'âge de 92 ans, survivant sept ans après la mort de sa fille. 

### Ses grands-parents
4) Pierre Gauthier Bricou, steenhouwer (tailleur de pierre) en 1824, marbrier, né à Bruxelles le 10 Messidor an X (29 juin 1802), il s'engagera ensuite comme soldat dans l'armée coloniale des Pays-Bas le 11 septembre 1839, à bord du navire Schoon Verbond, est promu sapeur de 1ère classe, et meurt à Soerabaja (Indes Néerlandaises) le 7 novembre 1841. Alors demeurant à Feluy, il y épousa le 5 décembre 1823,

5) Françoise Piron, demeurant à Feluy, née à Arquennes le 24 ventôse an VII (14 mars 1799), et décédée à Ixelles le 7 août 1866. 

6) Corneille Marin (Cornelius Marinus) Storm de Grave, baptisé le 4 décembre 1794 à Hattem, et décédé à Saint-Josse-ten-Noode le 15 décembre 1871. Il épousa le 12 janvier 1834 à Bois-le-Duc 

7) Céline Isaure Pauline van Beugen, née à Maastricht le 27 août 1816, et décédée à La Haye le 10 février 1907, et ses funérailles ont eu lieu à l'église Saint-Jacques à La Haye le 14 février 1907. 

### Ses arrière-grands-parents
8) Pierre Joseph Alexandre Bricou, qualifié d' homme de confiance dans son acte de décès, baptisé à Marchienne-au-Pont le 30 mars 1751, mort à Bruxelles le 25 pluviôse de l'an XI (le 14 février 1803), épousa à Bruxelles (église Notre-Dame de la Chapelle) le 6 août 1788,

9) Marie Agnès Labar, née à Cortil le 18 février 1765, domiciliée, avec son mari, l'an X, à la cinquième Section, rue des Bouchers, 986. Le 13 juillet 1809, alors qualifiée marchande et résidant au Marché de Bavière, elle épousa en secondes noces Jean Joseph Fayt, tailleur de pierres, né à Saint-Rémy-Geest. En 1818, elle habitait avec l'un de ses fils, qui était tailleur, à la rue des Chats, n° 747, et elle est qualifiée de marchande .

10) Jacques Joseph Piron, maître de carrière à Feluy, qualifié de cultivateur en 1827 et dans son acte de décès, né à Arquennes le 20 avril 1750 et mort le 30 novembre 1830 à Feluy, épousa,

11) Marie Josèphe Léonard, qualifiée de cultivatrice dans son acte de décès, morte le 7 avril 1827 à Feluy.

12) Adrien Guillaume Storm de Grave, (ou Adriaan Willem), generaal-majoor, né à Hattem le 13 octobre 1763, figure militaire importante des guerres napoléoniennes, au service de la France puis du royaume uni des Pays-Bas et mort à Breda le 23 janvier 1817. Il se fiança (ondertrouw) à Leyde le 3 janvier 1788 puis épousa à Hattem le 27 janvier 1788

13) Maria Cornelia de Laver ou de Lavre, née à Rotterdam le 22, baptisée le 27 décembre 1760, résidant à Noordeijnde en 1788, décédée le 1er février 1814 à Brielle.

14) Paulus Hubertus Van Beugen, né à Bois-le-Duc vers 1773, décédé le 22 mai 1831 à Maastricht et alors qualifié de majoor retraité, qui épousa le 20 novembre 1813 à Abbeville, en secondes noces

15) Henriette Aimée Antoinette Homassel ou d'Homassel ou encore de Homassel, née à Abbeville (Somme), le 12 février 1790 et décédée le 22 janvier 1867, d'une famille de drapiers établie à Abbeville depuis trois générations.

### Les grands-parents de ses grands-parents
16) Jacques Bricou, originaire de Monceau, inhumé à Marchienne-au-Pont le 24 avril 1762, épousa,
 
17) Marie Alexandrine Masquelier, inhumée à Marchienne-au-Pont le 1er mars 1773.

18) Albert Joseph Labar, boucher à Gembloux, né à Gembloux le 29 avril 1743, mort à Gembloux le 23 avril 1780, épousa,

19) Jeanne Thérèse François, cultivatrice à Gembloux, née à Cortil le 6 mai 1744, morte à Ernage le 31 décembre 1837.

20) Jacques François Joseph Piron, maître de carrière, mort le 4 août 1760 à Arquennes, épousa,

21) Marie Joseph Moreaux, morte à Arquennes le 1er janvier 1780.

22) Jean Joseph Léonard, qui épousa,

23) Marie Joseph Demoulin.

24) Esaias Storm de Grave, né à Batavia le 18 février 1731, en garnison à Zutphen en 1758, capitaine, inhumé à Groningen le 1er juillet 1769, épousa en 1758

25) Charlotta Wilhelmina baronnesse van Lintelo, née le 15 novembre 1733 à Zutphen, résidant à Zutphen en 1758, morte à Hattem le 6 juillet 1766.

26) Willem Joachim de Laver, receveur au service de la V.O.C., la Compagnie néerlandaise des Indes orientales, à Semarang (Java), qui épousa

27) Jeanne Dutry van Haeften, née le 21 décembre 1730 et décédée le 21 septembre 1786 à Leyde, qui était la fille de Cornelis Dutry van Haeften, seigneur de Haeften (1694-1768), bourgmestre de Zaltbommel et de la famille des Dutry (ou anciennement du Try de Tonneins), fort liée à la V.O.C.

28) Paulus van Beugen qui épousa

29) Maria Joanna Kurte.

30) Jean-Baptiste Homassel, sieur de Menchecourt, entrepreneur d'une manufacture de draps, né à Abbeville le 4 décembre 1750 et mort à Abbeville le 13 avril 1795, qui épousa

31) Henriette Catherine Homassel, née à Abbeville le 19 octobre 1756 et décédée le 1er mars 1828 à Abbeville.

## Œuvres
- Jeanne de Vietinghoff, Impressions d'âme, Paris, Fischbacher, 1909, 211 p. (BNF 31575418)
- Jeanne de Vietinghoff, L'Intelligence du bien, Paris, 1910
  - Réédition (4e édition) : Jeanne de Vietinghoff, L'Intelligence du bien, Paris, Fischbacher, 1922, 227 p. (BNF 31575420)
  - Réédition , Uccle, Belgique, Éditions Névrosée, 2019, 158 p.  (ISBN 978-2-931048-02-3)
- Jeanne de Vietinghoff, La Liberté intérieure, Paris, Fischbacher, 1912, 299 p. (BNF 31575421)Ouvrage accompagné d'une illustration signée de la baronne B. de Wolff.
- Jeanne de Vietinghoff, Au seuil d'un monde nouveau, Genève, 1921
  - Réédition française : Jeanne de Vietinghoff, Au seuil d'un monde nouveau, Paris, Fischbacher, 1923, 184 p. (BNF 31575416)
- Jeanne de Vietinghoff, L'Autre Devoir, histoire d'une âme, Neuchâtel, Genève et Paris, Forum, 1924, 386 p. (BNF 31575417)
- Jeanne de Vietinghoff, Sur l'art de vivre, Paris, Fischbacher, 1927, 64 p. (BNF 31575423)Ouvrage posthume, précédé d'une notice biographique signée Hélène Naville.